# Szachtar Donieck (koszykówka)
BK Szachtar Donieck (ukr. Баскетбольний клуб «Шахтар» Донецьк, Basketbolnyj Kłub "Szachtar" Donećk) – ukraiński klub koszykarski, mający siedzibę w mieście Donieck. 

## Historia
Chronologia nazw:
- 1963: BK Donbaskanałstroj Donieck (ukr. БК «Донбасканалстрой» Донецьк)
- 1977: klub rozwiązano
- 1983: BK Szachtar Donieck (ukr. БК «Шахтар» Донецьк)
- 1993: BK Szachtar-ASCO Donieck (ukr. БК «Шахтар-АСКО» Донецьк)
- 1995: BK Szachtar Donieck (ukr. БК «Шахтар» Донецьк)
- 2002: klub rozwiązano

Klub koszykarski Donbaskanałstroj Donieck został założony w Doniecku w 1963 roku z inicjatywy Prezesa przedsiębiorstwa "Donbaskanałstroj" Siedowa. W 1963 zespół rozpoczął występy w Mistrzostwach Ukraińskiej SRR. W 1966 zespół wywalczył w barażach awans do Pierwszej ligi mistrzostw ZSRR. W 1969 po zajęciu trzeciego miejsca był bliski awansu do Wyższej ligi mistrzostw ZSRR, jednak przegrał w turnieju barażowym. Do 1977 roku występował w drugiej w hierarchii lidze koszykarskiej ZSRR, a potem został rozwiązany. W 1983 z inicjatywy Juchyma Zwiahilskiego (przyszły szef kopalni im. Zasiadki) klub został odrodzony i nazwany Szachtar Donieck. Zespół najpierw wygrał turniej barażowy i wrócił do Pierwszej ligi mistrzostw ZSRR, a w 1985 roku zwyciężył w lidze i zdobył historyczny awans do Wyższej ligi. Debiutowy sezon na najwyższym poziomie zakończył na 5.miejscu.
Po odzyskaniu niepodległości przez Ukrainę w sezonie 1992 zespół debiutował w Wyższej Lidze Ukrainy, zajmując 8.miejsce. W następnym sezonie 1992/93 zajął 6.miejsce. W 1993 nastąpiła zmiana w kierownictwie klubu. Nowym Prezesem klubu został biznesmen Ołeksandr Szwedczenko. W sezonie 1993/94 z nazwą sponsora Szachtar-ASCO Donieck awansował na czwartą pozycję. W następnym sezonie 1994/95 zdobył brązowe medale mistrzostw. W sezonie 1995/96 wrócił do poprzedniej nazwy i osiągnął najwyższy sukces - wicemistrzostwo kraju. Jednak tego sukcesu nie doczekał się Prezes, który zginął w marcu 1996. Następnie klub finansowało wielu sponsorów. Latem 1996 została utworzona Superliga, w której klub przez dwa kolejne sezony został sklasyfikowany na czwartej pozycji ligowej. W 1999 i 2000 był piątym. W sezonie 2000/01 zajął 8.lokatę. Sezon 2001/02 zakończył na 6.miejscu. Przed rozpoczęciem sezonu 2002/03 dwóch sponsorów zrezygnowało z finansowania. Z powodu braku pieniędzy klub został rozwiązany.

## Sukcesy
- mistrz Pierwszej Ligi ZSRR: 1984/85
- zdobywca Pucharu ZSRR: 1984/85
- wicemistrz Ukrainy: 1995/96
- brązowy medalista mistrzostw Ukrainy: 1994/95
- finalista Pucharu Ukrainy: 1995/96

## Koszykarze i trenerzy klubu

### Trenerzy
- 1963–197?:  Borys Jezerski
- 1983–198?:  Nina Bereżna
- 1984–198?:  Wałerij Ałpatow
- 1985–1989:  Ołeksandr Własow
- 1989–199?:  Wałerij Ałpatow
- 1994–1995:  Władysław Pustoharow
- 1995–199?:  Armands Krauliņš

...
- 199?–2002:  Wałentyn Romancew

## Struktura klubu

### Hala
Klub koszykarski rozgrywał swoje mecze domowe w hali Pałacu Sportu Drużba w Doniecku, który może pomieścić 4700 widzów. Wcześniej grał w hali Pałacu Sportu Szachtar o pojemności 700 widzów.